# Gare de Gorges
Gare de Gorges vasútállomás Franciaországban, Gorges településen.

## Vasútvonalak
Az állomást az alábbi vasútvonalak érintik:
- Nantes–Saintes-vasútvonal

## Kapcsolódó állomások
A vasútállomáshoz az alábbi állomások vannak a legközelebb:
- Gare du Pallet
- Gare de Clisson